# Ridderorden van de Raad van Arabische Staten
Op 25 mei 1981 kwamen Oman, Bahrein, Koeweit, Qatar, Saoedi-Arabië en de Verenigde Arabische Emiraten overeen nauwer samen te gaan werken en de "GCC" of "Golf Co-operation Council" op te richten.
Deze internationale organisatie heeft in december 1989 een ridderorde, "Wissam" is Arabisch voor "Orde", ingesteld. Deze Orde van de Eer of "Wissam al Takrim" heeft een enkele graad.
Het initiatief ging uit van Sultan Qaboes bin Said Al Said  van Oman. De orde zou worden verleend aan "pioniers van cultuur, wetenschap, literatuur en wijsheid ("thought"). Er werden zestig benoemingen geregistreerd. Ieder staatshoofd zou tijdens de in zijn land gehouden vijfjaarlijkse topconferentie de orden uitreiken.
Sinds 1990 is de orde niet meer toegekend.